# Нічницеві
Нічницеві (Myotinae) — підродина рукокрилих ссавців із родини лиликових. Підродина налічує 3 роди й ≈ 150 видів

## Склад підродини
- Eudiscopus — 1 вид
- Myotis — понад 140 видів, зокрема у фауні України присутні ≈ 10 видів
- Submyotodon — 3 види